# Вранеши (община Соколац)
Вранеши (на сръбски: Вранеши) е село в Босна и Херцеговина, разположено в община Соколац, в ентитета на Република Сръбска. Намира се на 1090 метра надморска височина. Населението му според преброяването през 2013 г. е 41 души, от тях: 41 (100 %) сърби.

## Население
Численост на населението според преброяванията през годините:
- 1961 – 143 души
- 1971 – 113 души
- 1981 – 71 души
- 1991 – 54 души
- 2013 – 41 души